# اتفاقية أديس أبابا 1902

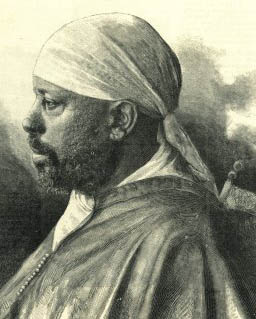
منليك الثاني، امبراطور إثيوپيا.

اتفاقية أديس أبابا بين بريطانيا وإثيوبيا، الموقعة في 15 مايو 1902م، ووقعها بريطانيا بالنيابة عن السودان، وأهم ما فيها المادة الثالثة التي تنص على: "إن الإمبراطور الإثيوبي منليك الثاني يعد بألا يبني أو يسمح ببناء أي أعمال على النيل الأزرق وبحيرة تانا أو السوباط"، إلا أن البعض يذهب إلى أن هذه الاتفاقية ليست لها قوة إلزامية بالنسبة لإثيوبيا لأنه لم يتم قط التصديق عليها من جانب ما كان يسمى مجلس العرش الإثيوبي، والبرلمان البريطاني. كما يذهب البعض إلى أن الوضع اختلف كثيرا بشكل يجعل من الصعب الالتزام بالمادة المذكورة.

## خلفية تاريخية
بداية حصول الباحثة هايدي فاروق عبد الحميد على اتفاق الحدود الذي حدد حصة مصر في مياه النيل، جاءت عندما وجدت منذ ما يقرب من سبعة أعوام، أطلساً يحمل اسم «أطلساً خرط الدنيا»، وهو الأطلس الذي كان مقرراً على المرحلة الثانوية في المدارس المصرية عام 1913م، والصادر عن مصلحة عموم المساحة المصرية عام 1911م، إذ ورد في صفحته الخامسة في خارطة السودان الحد المصري الإنجليزي، عند حد السودان الشرقي مع الحبشة جملة تقول أن هذا الحد السياسي الذي بُني عليه اتفاق المياه تحدد بموجب اتفاق 15 مايو عام 1902م، وبالرجوع إلى الوثائق الخاصة بالأرشيف البريطاني، وجدت مقتنيات تحدثت عن ظهور دولة كبرى في وادي النيل في العشرينيات من القرن التاسع عشر، تضم مصر والسودان، وتمتد بحدودها من البحر المتوسط شمالاً، إلى أعالي النيل جنوباً، لتحد هذه الدولة الكبرى الحبشة في حدود مشتركة.

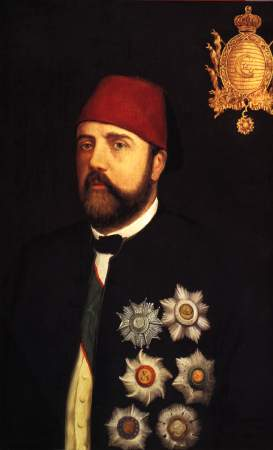
إسماعيل باشا، خديوي مصر.

هذه الدولة نظر إليها أهالي الحبشة بعين القلق، خوفاً من تنامي النفوذ والقوة المصرية، بعد عودة جزء من رقعة الأرض، وبالأخص في عهد الخديو إسماعيل، حينما اتسعت الدولة المصرية حتى أحاطت بالممتلكات الحبشية الوليدة، كما لم تنظر الحبشة بعين الارتياح لما تقوم به مصر من تأمين لحدودها وتعزيز لقواتها، تدعيماً لحركة الإصلاح والعمران التي بدأت في حقبة محمد علي باشا، وتمكيناً لمصر من إدارة شؤونها على أسس إدارية سليمة، وعوداً لما وثقت له المصادر التاريخية من حجم الرقعة المصرية والسودانية أيضاً.
تزايدت هذه المخاوف بعد أن أشاعت الصحف الأوروبية آنذاك عزم محمد علي باشا حاكم مصر في هذا التوقيت، ضم الحبشة لممتلكاته، وهي المخاوف التي استمرت إلى ما بعد توقيع معاهدة لندن (1840)، وصدور فرمان سنة 1841.
وفق الوثائق حاولت الحكومة المصرية في عهد محمد علي باشا التوصل إلى اتفاق مع الحبشة بشأن الحدود، وفي عهد إسماعيل حاولت أن تؤمن حدودها الجنوبية من ناحية الحبشة بوسيلتين، الأولى عن طريق تحصين الحدود وإيجاد عدد كاف من الجنود بها، بحيث تصبح مهاجمة الحدود المصرية من الأمور الصعبة التي تكبد المعتدي ثمناً باهظاً، أما الوسيلة الثانية فإنها تتمثل في استمالة أكبر عدد من القبائل على حدود الحبشة وتشجيعها على اللجوء إلى الممتلكات المصرية، والتمتع بالحماية، مع منحها الامتيازات التي تُرّغبها في البقاء تحت طاعة الحكومة المصرية".
رغم الأخذ بهاتين الطريقتين، فقد أخفقت مصر في تحقيق ما تصبو إليه، لأن تحصين الحدود المصرية- الحبشية كان يستلزم استخدام عدد كبير من الضباط والجنود.
استمر الوضع هكذا إلى أن أبدى ملك الحبشة الملك ثيودورس رغبة في إقامة سفارتين ببلاده إحداهما إنجليزية، والأخرى فرنسية، وقتها رفضت الدولتان تلبية رغبته مما أثار غضبه، وقام بالقبض على الرعايا الأوربيين المقيمين في الحبشة وأودعهم السجن، وكان من بينهم القنصل الإنجليزى كاميرون، ونتيجة لذلك لجأت إنجلترا إلى والي مصر الخديوي إسماعيل لاستخدام نفوذه في التوسط لإقناع الملك الحبشي بالعدول عن موقفه، فأرسل الخديو كتاباً بتاريخ أكتوبر 1867م ، ينصحه فيه بإطلاق سراح الرعايا الأوربيين حقناً للدماء، ويحذره في نهايته مما قام به، ويهدده بأنه إذا لم يطلق سراح المعتقلين بالحسنى فستسلط عليه الحكومة الإنجليزية جنوداً لا طاقة له بهم، وفق الخطاب، وسيمر هؤلاء الجنود من الأراضى المصرية، وأنه (أي إسماعيل) لن يستطيع الوقوف في طريقها.
رغم أن الخديوي لم يكن يريد التورط في مساعدة الحملة الإنجليزية، إلا أنه كان مضطراً إلى ذلك لعدة عوامل تتلخص في الاستجابة لأمر الباب العالي  وإرضاء للحكومة الإنجليزية، إضافة إلى العمل على هزيمة الحبشة انتقاماً منها لكثرة إغاراتها على حدود مصر الجنوبية حتى إن موسى حمدي باشا- حكمدار السودان آنذاك - اقترح على الخديوي إسماعيل إخلاء القرى الواقعة على الحدود المصرية - الحبشية حتى تبقى الحدود بعيدة عن بعضها مسافة تقرب من السبعة أيام للوصول إليها، وتصبح هذه المنطقة مجردة من العمران وخالية من المؤن ، وعندما أيقنت الحكومة الإنجليزية أن تلك الأزمة لن تحل إلا باستخدام القوة، ويئست من الوصول إلى حل ودى، كلفت حكومة الهند بتجهيز جيش كبير تحت قيادة الجنرال روبرت نابيير في نوفمبر 1867م، كان قوامه 14 ألفاً 683 جنديا، يتبعه 28 ألفاً 160 من الخدمة، بالإضافة إلى 36 ألفاً 930 من حيوانات النقل والخيل، و44 فيلاً، ونزلت تلك الحملة بميناء زيلع، على ساحل البحر الأحمر".

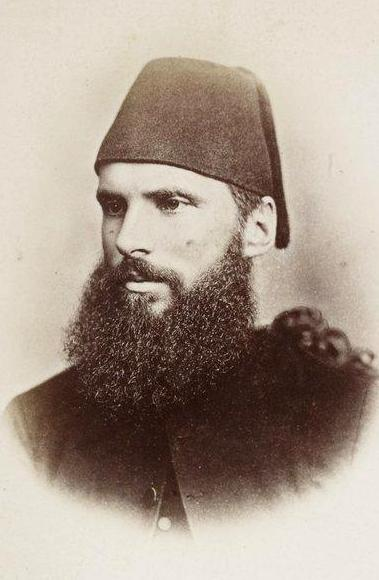
منزينجر باشا.

وقتها أصدر الخديوي إسماعيل أمره إلى عبد القادر باشا، محافظ مصوع، بإمداد الجيش الإنجليزي بكل ما يحتاج إليه وعلى الرغم من انتهاء الحملة لصالح إنجلترا، إلا أنها أضرت بمصالح مصر ضررا بالغاً، حيث حركت عوامل العداوة والبغضاء التي يكنها ملك الحبشة الجديد يوحنس الرابع تجاه مصر، في حين لم تعترف إنجلترا بما أسدته مصر لها، ولهذه الاعتبارات أرسلت بعثة السير صمويل بيكر إلى أعالى النيل أوائل عام 1869م، وتمت حركة التوسع في شرق أفريقيا وعلى طول ساحلي البحر الأحمر وأفريقيا الشرقي، وأسندت لغوردون باشا حكمدارية مديرية خط الاستواء ثم حكمدارية عموم السودان".
ورغم الضجة الكبيرة التي أثارتها بعثة بيكر، فإنها لم تنجح في مهمتها سوى في إقامة بعض «النقاط العسكرية» على طول الطريق الذي سلكته نحو الجنوب، منها محطة «التوفيقية» عند ملتقى نهر السوباط بالنيل الأبيض، ومحطة «غوندكورو»، ومحطة «الإبراهيمية»، ومحطة «فويرا»، ومحطة «ماسنجى»، إلا أن هذه الحملة زادت من التوتر بين مصر والحبشة.
تؤكد الوثائق أن مصر استغلت فرصة انشغال الملك يوحنا في قتال بعض قبائل القالا، وحشدت قوة حربية قوامها 1500 رجل سنة 1874م تحت قيادة منزينجر باشا لاسترداد إقليم سنهت أو بوغوص، الذي كان تابعاً لها من قبل، تنفيذاً لمشروع ربط ميناء مصوع بخط حديدى مع كسلا على النيل، وقام منزينجر ببناء قلعة حصينة في بلدة قرن عاصمة الإقليم، وفي نفس الوقت اشترى مقاطعة آيلت التي تقع بين منطقة الحماسين ومصوع من حاكمها، مما أثار الملك يوحنس الذي هاجم الحدود المصرية مرات متكررة.

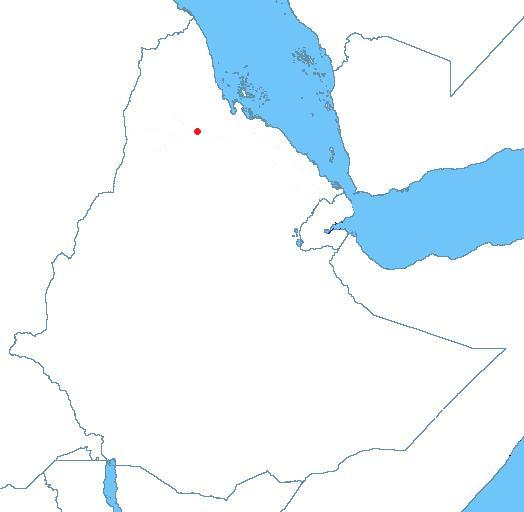
خريطة توضح موقع معركة جوندت.

وفق الوثائق، رأت مصر في ذلك الوقت الدخول في مفاوضات مع يوحنا لفض نزاعها معه بالطرق الودية، فأرسلت الأميرالاى يوسف مسرور «لهذا الغرض» إلا أن الضابط جون كيركهام المستشار الخاص للملك يوحنا عمل على إحباط توصل الطرفين إلى اتفاق بالطرق السلمية.
وعلى الرغم من ميول الملك يوحنا إلى الصلح مع مصر أثناء غياب كيركهام في رحلته إلى أوروبا، إلا أنه قطع محادثاته فجأة بسبب الأنباء التي وردت إليه من كيركهام حول تأييد الدول الأوروبية للحبشة في نزاعها ضد مصر، ما أدى إلى فشل المفاوضات وبدأ الملك في شن الغارات المتعاقبة على حدود مصر لنهب القرى وقتل الرجال وسبى النساء والأطفال.

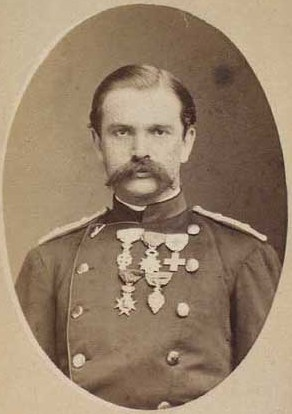
سورن آرندروب، العسكري الدنماركي الذي قاد حملة الحبشة حتى معركة جوندت.

لم تجد الحكومة المصرية بداً من اللجوء للقوة لصد غارات الأحباش، وأصر الخديوي إسماعيل على تسيير حملة حربية قوامها 4 آلاف جندي إلى الحبشة، في حين كان الجيش الحبشي قوامه 14 ألفاً و683 جندياً، وذلك بإيعاز من منسنجر الذي ذكر المؤرخ فون تورنيزن، أنه كان متزوجاً من سيدة حبشية من إقليم بوغوص، وكان لوالديها دخل كبير في السياسة التي اتبعها منسنجر عقب ضم تلك البلاد إلى الممتلكات المصرية».
تعددت المعارك بين الطرفين، ومنها كمين عدوة، ثم معركة جوندت، وكان الفشل من نصيب المصريين وأصبح مركز الخديوي إسماعيل حرجاً، وكان لزاماً عليه إعداد حملة جديدة لمحو عار الهزيمة، فكانت حملة أوسا التي تعتبر الطرف الثانى للكماشة، التي كان طرفها الأول حملة أرندروب، حيث تم إعداد الحملتين في وقت واحد على أن تهاجم حملة أرندروب الحبشة من الشمال، متخذة من مصوع نقطة ارتكاز لها، أما الأخرى فتزحف عليها من الجنوب عن طريق ميناء تاجورة على خليج عدن.
الوثائق تؤكد أن الهدف الرئيسي من هذه الحملة كان عقد اتفاق بشأن الحدود والمياه مع الملك منليك الثاني، ملك شوا آنذاك، استجابة للرغبة التي أبداها من قبل ، لكن باءت هذه الحملة هي الأخرى بالفشل، لجهل القائمين على تدبير شؤونها بطبيعة تلك البلاد، وعدم الاعتماد على الخرائط التفصيلية التي كان يجب أن تتوافر لديهم قبل قيامهم بالحملة».
تداركت الحكومة المصرية هذا الخطأ فقامت برسم خارطة تفصيلية لأهم الطرق المؤدية إلى هذا الإقليم وطولها وما بها من آبار، وهذه الخريطة تعد اليوم أهم مستند يوثق حقيقة الحدود الحبشية قبل المنحة المصرية للأحباش، (المحفوظات التاريخية بالقصر الجمهورى، دفتر 11معية صادر وثيقة رقم 23 ص62 في 20 ذى الحجة سنة 1292هـ، يناير سنة 1876م)، وبعدها قامت حملة راتب باشا، ومعركة قرع التي منى فيها الأحباش بالهزيمة، وإن كانت الحملة قد فشلت فيما بعد".

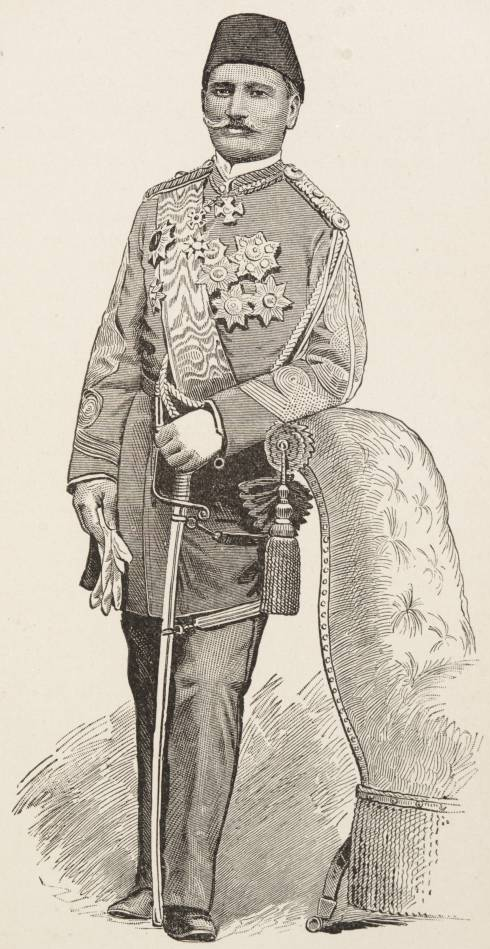
راتب باشا قائد القوات المصرية بالحبشة.

في 7 سبتمبر سنة 1877م وقعت الحكومتان الإنجليزية والمصرية إتفاقاً بشأن الحدود المصرية، حيث اعترفت الأولى بسيادة مصر على الساحل الصومالى حتى رأس حافون، كما اشترطت تلك المعاهدة عدم جواز منح الخديوي إسماعيل أو من يخلفه من أبنائه أي أرض مملوكة لمصر للغير، ونتيجة ازدياد نفوذ إنجلترا في ممتلكات مصر المجاورة للحبشة، ما أدى إلى عدم تسوية مشكلة الحدود بين البلدين، وظلت هذه المسألة مثار مفاوضات طويلة إلى أن احتلت إنجلترا مصر فأمكنها بذلك أن تسوى نزاع الحدود على حساب مصر ولصالح الحبشة.
الوثائق تشير إلى أن ملك الحبشة يوحنس بدأ يميل إلى حل النزاع بينه وبين مصر عن طريق المفاوضات، وذلك بعد الخسائر الفادحة التي منيت بها قواته في محاولتها الثانية لاقتحام قلعة قرع، ولم يكن الخديوي إسماعيل أقل رغبة منه في ذلك، خاصة أن حالة مصر المالية لم تكن لتمكنه بأى حال من الأحوال من الدخول في مغامرة أخرى مع الحبشة، أو مجرد الأحتفاظ بعدد كبير من قواته داخل حدود الحبشة، فاستغل الخديوي فرصة الطلب الذي تقدم به يوحنا للدخول في مفاوضات، ورحب بذلك لتبدأ المفاوضات برسالة من ملك الحبشة إلى السردار راتب باشا، يطلب فيها حل ما بينهما من خلاف عن طريق التفاوض، ووافق السردار على وجهة نظر الملك وطلب منه أن يرسل مندوباً لوضع شروط الصلح.
وتوضح الوثائق أن مصر طالبت في ذلك الوقت الملك يوحنا بأن تتسلم جرحاها حتى تتمكن من معالجتهم بمستشفياتها، وأبدت استعدادها لعلاج الأحباش أيضا، وهو ما أصاب يوحنس بالغرور، فبدأ يضع قيوداً وشروطاً لقبول الصلح، ورفض بدء المفاوضات ما لم تنسحب القوات المصرية من أراضيه، ولم يكن في وسع مصر آنذاك أن تنسحب من الأراضى الحبشية قبل أن تصل إلى اتفاق بشأن المنطقة المتنازع عليها، كى تضع حدا لمناوشات الحبشة في المستقبل ، وكان سردار الجيش المصرى أخطر بأن المكان الذي يعسكر فيه الجنود المصريون هو «قورع»، وهو المكان الذي أصبح مجمعاً للسيول ولا يناسب إقامتهم، فاختار موقع فياخور البعيد عن مكان السيول، وهو ما اعتبره الملك يوحنا نزوحا للقوات المصرية عن مواقعها الأمامية وسحباً لبعضها من الأراضى الحبشية، وكان ذلك بمثابة رضوخ جزئى لمطالب يوحنس، وكلما سلمت مصر ببعض المطالب للجانب الحبشى قل اهتمام الأخير بعقد الصلح.
ظل الوضع على هذا الحد إلى أن انتهز الخديوي إسماعيل فرصة نشوب الثورة في صربيا ضد الدولة العثمانية، وطلب الباب العالى معونة مصر الحربية، ليستدعى قواته من الأراضى الحبشية فيما عدا أربعة آلاف جندى مصرى ظلوا باستحكاماتهم في قياخور إلى أن تسلم جميع الأسرى المصريين، وفي شهر أغسطس سنة 1876م تم الانسحاب المصرى والعودة إلى مصوع، ولكن الجنود المصريين حينما عادوا عقب ذلك إلى مصر فرضت عليهم رقابة شديدة حتى لا يبوحوا بشئ من أخبار تلك الحملة إلى أصدقائهم أو ذوى أقربائهم.
وبعد أن تم جلاء القوات المصرية عن الأراضى الحبشية بعث يوحنس بخطاب شخصي إلى الملكة فكتوريا يعرب فيه عن شكره وتقديره على ما أبدته نحوه من تعاطف ضد الجانب المصري، ثم تطرق في خطابه إلى الحديث عن الأعمال العدوانية التي قام بها الخديوي إسماعيل ضد بلاده، وأنه يأمل من جلالة الملكة أن تعمل على فصل ممتلكات كل من مصر والحبشة عن الأخرى.

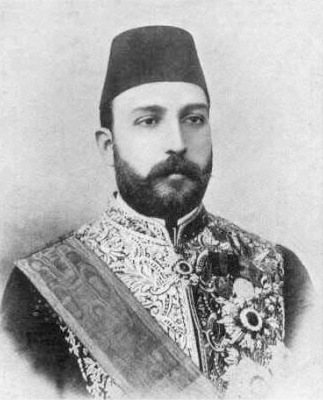
توفيق باشا، خديوي مصر.

بعد عزل الخديوي إسماعيل وتولي الخديوي توفيق الذي عرف عنه ضعف فترة حكمه ما أثر بالسلب على مصر داخلياً وامتد إلى ممتلكات الدولة في الخارج، بدأ الأحباش يتحرشون بالمصريين المقيمين عند خط الحدود مع الحبشة، وبدأ ملك الحبشة يرسل قوات عسكرية إلى الحدود ويطالب العربان والأهالى التابعين للحكومة المصرية بالضرائب ويعاقب من لا يقوم بأدائها إليه، إلا ان الخديوي توفيق رفض مقابلة القوة بالقوة وحرص على فض النزاع بالطرق السلمية الودية، حيث أوفد الجنرال غوردون باشا حاكم عام السودان، ليعمل على وقف الاعتداءات ويعقد صلحا نهائيا مع الملك يوحنا، لكن الأخير أصر على ضم ميناء مصوع وإقليم باغوص إلى الحبشة، إلا أن الحكومتين الإنجليزية والفرنسية نصحتاه بالاعتدال وعدم التمسك بميناء مصوع المصري، في مقابل تأييد موقفه حول ضم إقليم باغوص.
رغم ذلك طالب يوحنا أثناء المفاوضات مع غوردون، بأن تتنازل مصر عن منطقتي القلابات والقاش، وأن تدفع تعويضاً مالياً لا يقل عن مليون جنيه ثمناً لميناء مصوع، وقام بشن هجمات متكررة على حدود مصر للضغط عليها وإرغامها على التسليم، إلا أن الجانب المصري رفض الرضوخ لتهديدات يوحنس، وساعدها على ذلك عدم استقرار حالة الجيش الحبشي، وعدم قدرته على اختراق الحدود المصرية والاستيلاء عليها.
نتيجة مغالاة يوحنا فشلت المفاوضات، حيث اقترح غوردون على الحكومة المصرية كحل جزئى لهذا النزاع، ولتخفيف الضغط الواقع على حدود مصر، أن تقوم بمنح إيطاليا قطعة أرض بالقرب من مصوع، كى تواجه الحبشة عدواً جديداً تجد فيه ما يشغلها عن مناوءة مصر.
وانتهت حكمدارية غوردون باشا دون التوصل إلى اتفاق مع الحبشة، وحرصت مصر على أن تزود «رؤوف» باشا الذي خلف غوردون على حكمدارية السودان في مارس 1880م بتعليمات صريحة بما يجب أن تكون عليه العلاقة مع الحبشة، ولكن كانت الظروف المحيطة بالحكمدار الجديد سيئة للغاية، فالأحوال في السودان كانت تنذر بشر مستطير، وكان الاحتلال البريطاني لمصر في عام 1882م ، فلم تبد السلطات المحتلة أي اهتمامات بالشأن المصرى– الحبشى، حتى جاء الإخلاء المصرى «المؤقت» للسودان.

### معاهدة عدوة

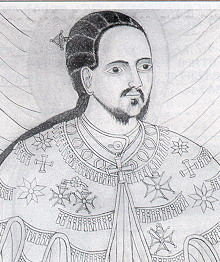
يوحنس الرابع، امبراطور إثيوبيا.

بعد إخلاء مصر للسودان عقد اندلاع الثورة المهدية في 8 يناير 1884م ، دخلت قوات المهدي حاميات كسلا وأميدبت وسنهيت، وقطعت عنها الاتصال بالخرطوم.
ووجدت الحكومة الإنجليزية وقتها أفضل السبل لإنقاذ القوات المصرية في شرق السودان، وهو الاتفاق مع يوحنس الرابع إمبراطور الحبشة على تقديم العون العسكرى لانسحاب تلك القوات عن طريق الحبشة، مقابل الاعتراف له بكل المطالب الإقليمية التي كانت مثار نزاع بينه وبين خديوي مصر، أي أن بريطانيا «ضغطت» على مصر لقبول التنازل عن بعض ممتلكاتها للحبشة نظير مساعدتها للقوات المصرية، التي كانت مرابضة شرق السودان، ومثلما نجحت بريطانيا في إرغام مصر على قبول الجلاء عن السودان، تمكنت أيضا من اقتطاع أجزاء من ممتلكات مصر في السودان الشرقى ومنحها للحبشة.

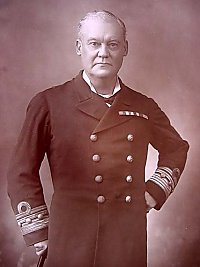
نائب الأميرال وليام هيوت.

توضح الوثائق توضح أنه في 3 يونيو سنة 1884م تمكنت الأطراف الثلاثة مصر وإنجلترة والحبشة (إثيوبيا) من عقد معاهدة عدوة (وليام هيوت)، التي وقعها عن الجانب الإنجليزى الأدميرال وليام هيوت قائد الجيش الإنجليزي في الشرق الأوسط والهند، وعن الجانب المصرى مازون باشا محافظ مصوع، وعن الجانب الإثيوبي يوحنس الرابع نفسه، وهي المعاهدة التي نصت في مادتها الأولى على السماح للحبشة، بعد توقيع الاتفاق، بمباشرة أعمالها التجارية عن طريق ميناء مصوع عبر الأراضى المصرية، بما في ذلك الاتجار بالأسلحة والذخائر.
ونصت المادة الثانية على أنه بدءًا من الأول من سبتمبر عام 1884م ترد مصر إلى الحبشة بلاد بوغوص، وعند جلاء القوات المصرية عن كسلا وإميديب وسنهيت تؤول ملكيتها بما فيها من منشآت ومبان مصرية، وبما تشتمل عليه من مهمات وذخائر إلى ملك الحبشة، فيما تعهد ملك الحبشة في المادة الثالثة بتقديم جميع التسهيلات الممكنة للقوات المصرية في انسحابها من كسلا وإميديب وسنهيت عبر الحدود الحبشية لتعود إلى مصوع المصرية، في حين نصت المادة الرابعة على أن يتعهد خديوي مصر بأن يمنح ملك الحبشة جميع التسهيلات اللازمة فيما يختص بتعيين رجال الدين القساوسة في الحبشة.
وتنص المادة الخامسة من الاتفاقية على أن يتعهد الطرفان، المصرى والحبشي، بتبادل تسليم المجرمين الفارين من العدالة، في حين أوصت المادة السادسة بأنه في حال حدوث خلاف بين خديو مصر وملك الحبشة بعد التصديق على هذه المعاهدة، يقبل الطرفان بتحكيم ملكة إنجلترا.
بنهاية القرن التاسع عشر بدأت إنجلترا تنظر بعين الارتياب لمحاولة بعض الدول الأوروبية التسلل إلى شرق أفريقيا والتقدم صوب أعالى النيل، على حساب الممتلكات المصرية السابقة في السودان، وما جاوره، ولتهديد أمن مصر المائى، خاصة أن إنجلترا كانت تعتبر إخلاء مصر للسودان عملاً مؤقتاً لتستطيع الأولى تكوين جيش قوى لاستعادة السودان من جديد، وفي نفس الوقت فإن التمسك بهذا المنظور يفيد إنجلترا في وضع يدها على السودان باسم مصر.
في المقابل كانت منطقة أعالى النيل على درجة كبيرة من الأهمية بالنسبة لمشروعات إنجلترا التوسعية في أفريقيا التي كانت تحلم بخلق إمبراطورية تمتد من سواحل البحر المتوسط شمالاً وصولاً إلى مدينة الكاب جنوباً، لتشطر القارة الأفريقية إلى شطرين، إلا أن هذه الأحلام اصطدمت بالمعارضة الفرنسية للاحتلال البريطانى لمصر، وكانت إنجلترا تخشى أن تؤدى معارضة فرنسا إلى مهاجمتها لمنطقة أعالى النيل وتهديد مصر، ولهذا حرصت إنجلترا على الإسراع بمنع الوصول الفرنسى إلى تلك المنطقة، وفي نفس الوقت كان لزاماً على إنجلترا أن تحول بين إيطاليا والحبشة وألمانيا وبين الوصول إلى أعالى النيل بعد وضوح رغبة هذه الدول في السيطرة عليه للتحكم في مخصصات مصر المائية.
ووفق الوثائق حاولت إنجلترا استرضاء إيطاليا التي عارضت هي الأخرى الاحتلال البريطانى لمصر دون أن يكون لها نصيب في تلك «الغنيمة»، وعندما أبدت إيطاليا اهتماما كبيرا بميناء عصب بعد أن اشترته من الشركة الإيطالية عام 1882، وأرادت أن تتخذ منه منفذا لها على مياه البحر الأحمر، وجدت إنجلترا أنه من الحكمة تشجيع إيطاليا على فتح مجال لتوسعاتها في المنطقة، فوقعت اتفاقاً معها عام 1885 أعطت بموجبه الأخيرة ميناء مصوع المصرى، ولم يقف الأمر عند هذا الحد بل إنه باحتلال إيطاليا للميناء المصرى، أوقفت مرور السلاح إلى يوحنا ملك الحبشة، وسمحت بإرساله لعدوه «منليك» ملك شوا.
بهذا الإجراء خيبت إنجلترا آمال إثيوبيا ونقضت معاهدة عدوة، فاحتلت إيطاليا عدوة، ورآها ملك الحبشة فرصة مناسبة حيث نازل القوات الإيطالية في موقعة عدوة في الأول من مايو 1896، وأرغمها على توقيع معاهدة أديس أبابا مع الملك منليك في 26 أكتوبر من نفس العام، التي اعترفت فيها إيطاليا باستقلال الحبشة وتحديد الحدود بينها وبين إرتريا.

### الهروع إلى أفريقيا وفاشودة
في المقابل نجحت فرنسا في تشجيع الحبشة على إرسال 4 حملات إلى أعالى النيل لاحتلاله، ورغم أنها لم تحرز نجاحا، إلا أنها أظهرت أطماع الحبشة في الضفة اليمنى من نهر النيل، فوجدت إنجلترا نفسها مضطرة لأن تبذل نشاطاً مضاداً لنشاط فرنسا في أديس أبابا، خاصة أن العلاقات بينها وبين الحبشة لم تكن مرضية، نظراً لمساعدة إنجلترا إيطاليا في حربها ضد الحبشة سنة 1896.

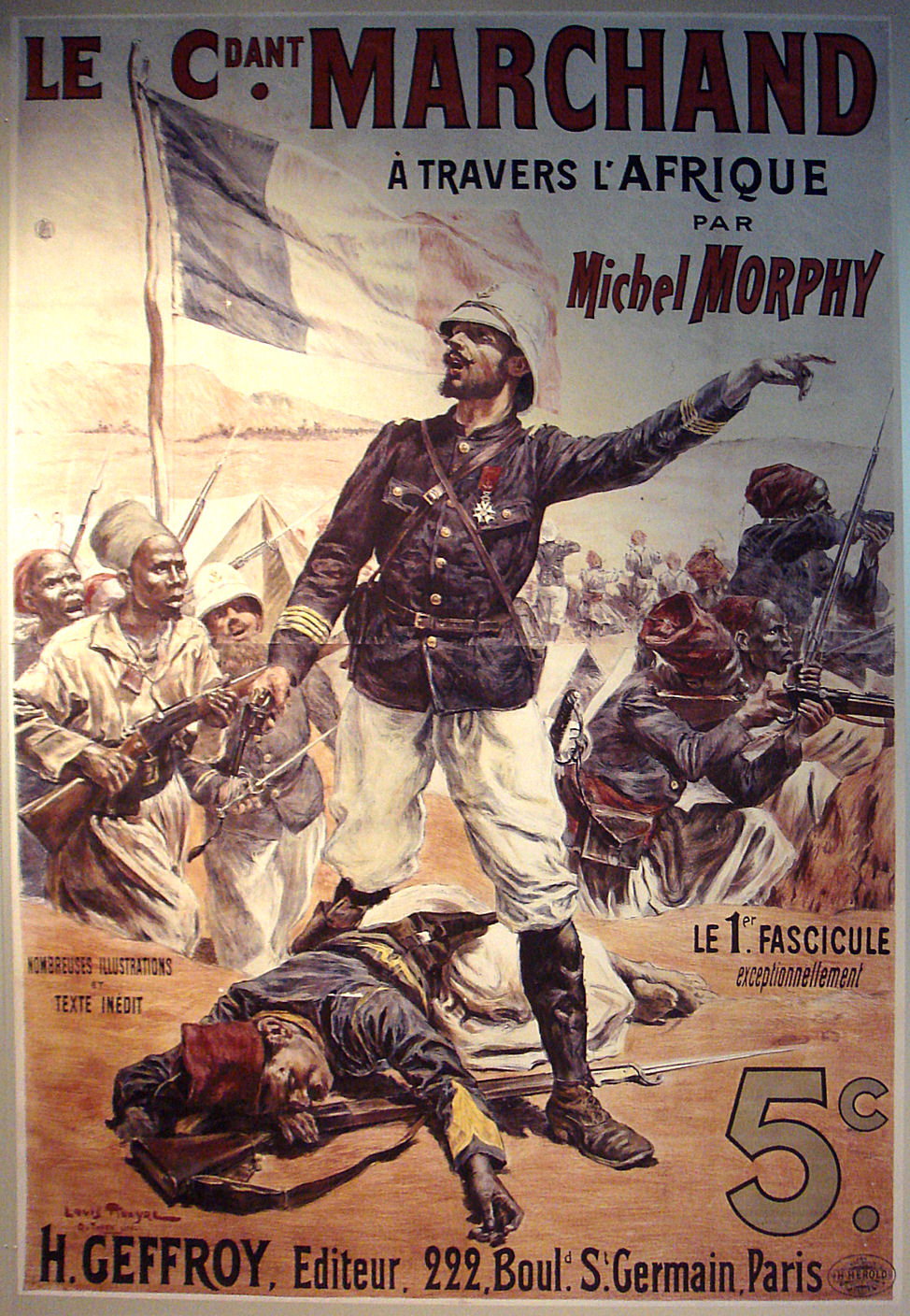
تصوير عاصر تقدم الميجور مارشان عبر أفريقيا.

كودوك، فاشودة سابقاً، تقع على ضفاف النيل الأبيض. تظهر هنا ضمن حدود السودان المعاصر.

في هذه الأثناء بدأت القوات المصرية تتقدم تحت قيادة هربرت كتشنر صوب السودان لاستعادته، وفي يوليو سنة 1898م وصل القائد الفرنسي جان-باتيست مارشان إلى قرية فاشودة ورفع العلم الفرنسي فوق القرية، فتقدمت القوات المصرية صوب الجنوب، ووصلت فاشودة في 19 سبتمبر سنة 1898م ، ووجه كتشنر إنذاراً إلى «مارشان» بإخلاء القرية ورفع العلم المصرى فوقها ثانية، واضطرت فرنسا للرضوخ، وتم عقد اتفاقية 31 مارس 1899م بين فرنسا وإنجلترا، التي أسدل بها الستار على مطامع فرنسا في نهر النيل وواديه.

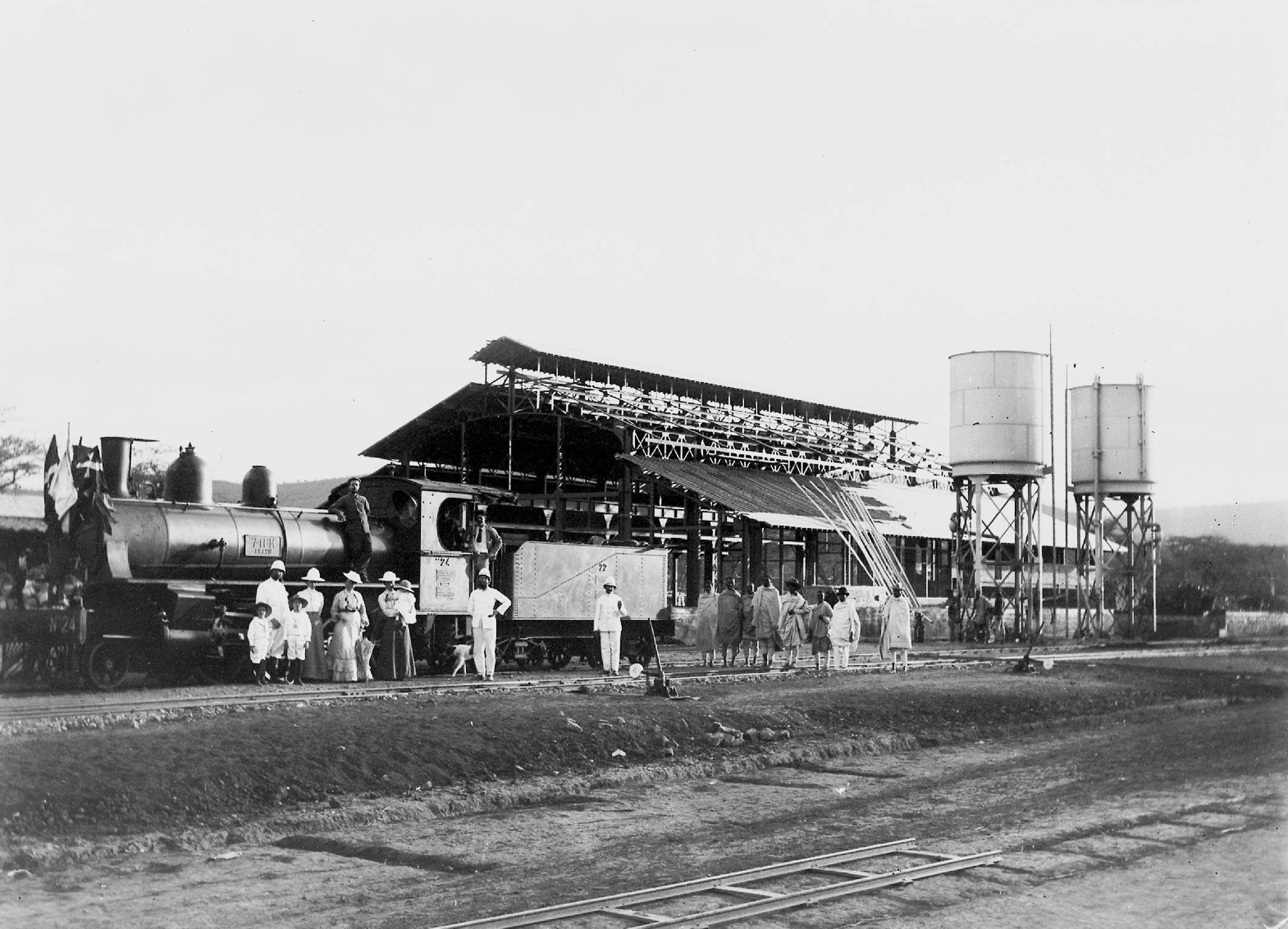
مؤسس سكة حديد الحبشة، السويسري ألفرد إلج وعائلته في محطة سكك حديدية في ديرة داوا

ورغم هذه الأحداث، ظلت مشكلة الحدود بين ممتلكات مصر والحبشة التي عجزت مصر عن حلها في عهد الخديوي إسماعيل قائمة دون حل، ورأت إنجلترا في ذلك فرصة عام 1902م نتيجة خطأ وقعت فيه فرنسا، واستغلته إنجلترا لصالحها، بعد أن منح إمبراطور الحبشة أحد السويسريين، ألفريد إلج، عام 1894م حق امتياز مد خط سكة حديد الحبشة، وتكونت لهذا الغرض شركة فرنسية، أخذت على عاتقها تنفيذ هذا الخط، وعجزت الشركة الفرنسية عن القيام بالتزاماتها واحتاجت زيادة رأس المال، فوجدت الشركات الإنجليزية الفرصة سانحة للاشتراك في زيادة رأس المال، لتحصل بذلك على فرصة لفرض نفوذها في الحبشة بجوار النفوذ الفرنسى.
وتدخلت الحكومة الفرنسية لدى الشركة المنفذة للخط ومنحتها إعانة سنوية تقدر بنصف مليون فرنك لمدة 50 عاماً، لزيادة رأس المال واستطاعت أن تسيطر على الشركة دون استشارة ملك الحبشة، بصفته صاحب الحق الأول في منح ذلك الامتياز.
واستغلت إنجلترا هذا الخطأ، حسب الوثائق، عندما أكد مبعوثها السير «جون هارنجتون» لدى منليك الثاني ملك الحبشة أن هناك سوء نوايا من الجانب الفرنسى حيال بلاده، ولذلك منحت إنجلترا الملك منليك الثانى أرضاً من الممتلكات المصرية مساحتها 3600 كم²، تقع على الجنوب الشرقى من السودان وتتصل بنهر السوباط (حالياً في إرتريا وإثيوپيا)، فبسطت إثيوبيا حدودها لتشمل هذا النهر، وتم الاعتراف لها بسيادتها على أراضٍ احتلتها من مصر وتشمل المسافة الواقعة بين نهرى بارو والجب.

## توقيع الاتفاقية
في 15 مايو 1902م تم توقيع معاهدة بشأن الحدود المصرية مع الحبشة (إثيوبيا) وهي الاتفاقية التي تم الحصول على صورتها الأصلية من الأرشيف البريطانى وتعهد فيها ملك الحبشة بعدم تشييد أو السماح بتشييد أي عمل على النيل الأزرق وبحيرة تانا أو نهر السوباط من شأنه منع جريان المياه إلى النيل إلا بالاتفاق مع حكومة جلالة الملكة البريطانية وحكومة مصر بالسودان، وفق ترجمة نصوص المعاهدة.

## نص المعاهدة
- - المادة الأولى:

اتفق الطرفان خلال المعاهدة على أن خط الحدود بين السودان وإثيوبيا يسير من «أم حجر» إلى «القلابات (السودان)القلابات»، فالنيل الأزرق فنهر بارو فنهر بيبور ثم نهر أكوبو حتى مليلة، ومنها إلى نقطة تقاطع خط عرض 6 شمالا مع خط طول 35 شرق جرينتش وتم رسم خط الحدود بالمداد الأحمر في الخريطتين الملحقتين بالاتفاق.
( الحدود الإثيوپية السودانية)
- - المادة الثانية

تعهد الإمبراطور منليك الثانى، قبل حكومة صاحبة الجلالة البريطانية، بعدم تشييد أو السماح بتشييد أي عمل على النيل الأزرق وبحيرة تانا أو نهر السوباط يكون من شأنه منع جريان المياه إلى النيل إلا بالاتفاق مع حكومة جلالة الملكة البريطانية وحكومة مصر بالسودان.
( بعثة ديبوي لدراسة منطقة بحيرة تانا)
- - المادة الثالثة

يتعهد الإمبراطور منليك، ملك إثيوبيا، بأن يسمح لحكومة جلالة الملكة البريطانية في السودان باختيار قطعة أرض بجوار إيتانج على نهر بارو لا يزيد طولها على 2000 متر ولا تزيد مساحتها على 40 هكتاراً لاحتلالها وإدارتها كمحطة تجارية، طالما خضع السودان للحكم المصرى الإنگليزي، واتفق الطرفان المتعاقدان على أن الأرض المؤجرة لن تستخدم في الأغراض السياسية أو الحربية.
- - المادة الرابعة

منح الإمبراطور منليك حكومتي الملكة البريطانية والسودان حق إنشاء خط حديدى عبر الأراضى الحبشية لربط السودان بأوغندا. وفي البند الثانى ورد اتفاق الحدود المحدد للحق المصرى والسودانى في مياه النيل، والذي أكد أن العدول عنه يقتضى من أطرافه العدول عن الأرض المصرية التي تتسيدها إثيوبيا، والتي تحددت لها في عام 1902 بموجب المنحة المصرية، وهي ذات الأرض ونفس الاتفاقية التي تمسكت بها إثيوبيا في ترسيم الحدود بينها وبين إرتريا قبل أعوام، مما يعنى إقرارها قانونا باتفاق 1902.

## موقف مصر من المعاهدة
وفي أثناء زيارة مطران أثيوبيا لمصر، وقعت معاهدة 15 مايو سنة 1902م بين بريطانيا وأثيوبيا. ويتضح من هذه المعاهدة أن بريطانيا استغلت احتلالها لمصر ومشاركتها في حكم السودان في تدعيم نفوذها في بلاط منليك، اذ وضعت هذه المعاهدة حدا للصراع الدولي بين الدول الأوروبية لصالح بريطانيا، فهي انتصار للسياسة الاستعمارية الإنجليزية (16)، لم تستطع الحصول عليها الا بسبب احتلالها لمصر والسودان وادعائها أنها ترعى مصالح مصر في تحديد الحدود بينها وبين أثيوبيا، وحقوقها التاريخية والطبيعية في منابع النيل الأثيوبية، اذ لولا ذلك لما استطاعت أن تحصل على هذه المنح التي أعطاها منليك بموجب هذه المعاهدة والتي لم تستطع أي دولة أخرى أن تحصل على مثلها، فقد حصلت على مركز تجاري هام بالقرب من حدود السودان، ونالت تعهدا من منليك بعدم التدخل في فيضان وتدفق النيل من بلاده إلى السودان ومصر الا بعد موافقتها. وكان هذا اعترافا رسميا من أثيوبيا بمصالح بريطانيا في هذه المنطقة، وان ثلث اثيوبيا أصبح تحت نفوذ بريطانيا.
ويلاحظ على هذه المعاهدة أن الحكومة البريطانية تجاهلت حق مصر في التوقيع عليها، وبالرغم من حقوقها الطبيعية والتاريخية في منابع النيل الأثيوبية وحقوقها كشريكة في حكم السودان مع أنها وقعت على معاهدة عدوه في سنة 1884 ، وكان السبب في ذلك أن بريطانيا وطدت احتلالها لمصر، واصحبت تتحدث باسمها وهو ما لم تستطع أن تقوم به في بداية عهد الاحتلال . وقد أدى ذلك إلى احتجاج خديوي مصر على عدم حضور مندوبه للتوقيع على هذه المعاهدة، وعلى اعتبار أن للسودان صفة قائمة بذاتها في نظام ادارته تخول له التعاقد أو الاتفاق باسمه كما جاء في نصوص المعاهدة اذ أن هذه المسألة من شئون السيادة عليه أي (مصر وبريطانيا) ولو أنه – السودان – تعاقد بهذه الصفة لكان الحاكم العام له هو المتحدث عنه ولكن كان المتحدث هو ملك إنجلترا ولم يكن ليستقل بهذا الأمر دون خديوي مصر .
وقد نتج عن تجاهل بريطانيا لمصر في كل الأمور المتعلقة بالسودان، وقوع خلافات عديدة بين اللورد كرومر والخديوي عباس حلمي الثاني، على أنه نتيجة لارتباط المصالح بين مصر وبريطانيا في تحديد حدود السودان وتنميته اقتصادياً والحفاظ على منابع النيل الأثيوبية، جعل الحكومة المصرية الخاضعة لبريطانيا لا تحفل كثيرا باحتجاج الخديوي هذا ، وبعبارة أخرى أنها وافقت على هذه المعاهدة بل وما تقوم به بريطانيا بعد ذلك من اجراءات مترتبة عليها . كما أنه كان هناك دعوة في ذلك الوقت إلى ضرورة تحسين العلاقات مع أثيوبيا والحفاظ على صداقتها وخصوصاً بعد أن عادت الحدود المشتركة معها مرة أخرى . وعلى ذلك فبعد توقيع المعاهدة بدأت اجراءات تنفيذها.